# 家訓
家訓（かくん、英語：Family precepts）は、家の存続や繁栄のために子孫の遵守すべき事項を訓戒したもの。
日本では、中国の『顔氏家訓』を基にした吉備真備『私教類聚』が最古の家訓である。中世に入ると、家が社会集団の基本単位となったため、数多くの家訓が作られるようになった。家訓の典型は中世の武家家訓である。なお、中世には家訓に比べて非教訓的な置文も生まれており、広義の家訓とする考えもある。江戸時代に入ると、儒教的思想が濃厚な家訓が作成されるようになる。
なお、家訓は後世の改変が為されたり、偽作や仮託が為されたりするため、史料批判が不可欠である。

## 社訓
今日では、創業者、もしくはそのグループ一代で会社の礎を立ち上げたような企業、あるいは家族経営でその社風を作ってきた会社などには、社訓というかたちでこれがある。家憲、社是という言い方もある。

## 家訓の具体例
- 北条重時家訓 - 北条重時
- 寄合衆内談の事 - 菊池武重
- 竹馬抄 - 斯波義将
- 三本の矢 - 毛利元就
- 十五か条の家訓 - 保科正之
- 上杉謙信公家訓 - 上杉謙信
- 家康公之家訓、東照宮御消息 - 徳川家康
- 蒙養訓 - 上杉鷹山
- 女家訓 - 保井恕庵
- 貝原篤信家訓 - 貝原益軒
- 柳生家家訓
- 多胡家家訓
- たはれぐさ - 雨森芳洲

## 商家の家訓
- 夢の代 - 山片蟠桃
- 三方よし - 中村治兵衛
- 奢者必不久 - 松居遊見
- 好富施其徳 - 西川利右衛門
- 宗竺遺書 - 三井宗竺（三井高平）

## 学者・文人の家訓
- 父兄訓 - 林子平
- ひゞのをしへ、心訓七則 - 福澤諭吉